# 約拿單
约拿单（希伯來語：יְהוֹנָתָן）是圣经旧约中记载的一个人物，是以色列第一位由上帝耶和華膏立的国王扫罗的长子，原王位繼承人，也是以色列历史上第二位膏立君王大衛王的朋友。他後來在一場與非利士人的战争中与父亲扫罗王一起阵亡。大卫为此哀痛万分。惟大卫亦因扫罗王和约拿单陣亡，導致掃羅家失去繼承人後，而繼掃羅登上王位。

## 旧约圣经记载关于约拿单的历史

### 早期以色列人處境窘迫
聖經首次提到約拿單時，以色列人的處境十分窘迫。當時非利士人攻擊搶掠以色列地，又禁止以色列人鑄造武器，令他們無力保衛家園。
耶和華應許不離棄他的子民，約拿單對此應許深信不疑。約拿單在他父親掃羅作王的早期便表明自己是個英勇的戰士。有一次，他率領一千個裝備不佳的兵士攻下了非利士人駐在基比亞的防營。當時約拿單必然至少已有20歲，因為這乃是以色列民從軍的最低年齡。

### 大膽突襲
約拿單的目標是密抹隘口附近的非利士人前哨。為了上前哨，約拿單可能要“手腳並用”地匍匐上去。約拿單決定只帶為他保管軍器的侍衛前去。他對侍衛説：“或者耶和华为我们施展能力。因为耶和华使人得胜，不在乎人多人少。”
約拿單和侍衛二人求耶和華給他們一個憑證。首先，他們會故意讓前哨的士兵看見。如果非利士人説：“你们站住，等我们到你们那里去，”他們就不上非利士人那裏去。但如果非利士人説：“你们上到我们这里来”，就表示耶和華必把勝利賜給約拿單和侍衛。約拿單堅信上帝必支持他們，就打算上前哨跟非利士人作戰。
因为约拿单已相信耶和华－上帝必如帮助先人一样帮助他，在之前已有的实例有：
- 士師以笏帶領以色列人對抗摩押人
- 珊迦僅用一根趕牛的刺棒，就擊殺了六百個非利士人
- 賜力氣給參孫，讓他僅憑一個人的力量就擊殺了許多非利士人

非利士人一看見這兩個以色列人，就喊叫説：“你们上到这里来，我们有一件事指示你们。”約拿單和拿軍器的侍衛就上去，殺了敵軍中大約二十人，前哨的士兵都嚇得驚惶失措。也許，非利士人以為二人後頭還有許多以色列的勇士。於是，“前哨的所有士兵都驚慄顫抖……大地也震動，上帝使敵軍全都恐懼顫抖”。由於上帝使地大大震動，非利士人營中便一片混亂，以致他們“用刀劍互相廝殺”。以色列軍見敵方潰不成軍，立時勇氣大增。那些躲藏在山區和從前歸順非利士人的以色列人也加入戰鬥，“他們擊殺非利士人，從密抹直到亞雅崙”。

### 民衆救贖約拿單
掃羅王要士兵發咒起誓，誰不等到戰爭獲勝就吃東西，誰就必受咒詛。約拿單對這事全不知情。他用杖頭蘸在蜂巢裏，嘗了一點蜂蜜。蜂蜜使他重新得力，可以跟敵人作戰到底。
掃羅得知約拿單吃過東西，即使依軍令要處死他。約拿單面對死亡毫無懼色。他説：“我在這裏，甘願受死！”可是民衆對掃羅説：“約拿單在以色列行了這麽大的拯救，怎能要他死呢？絶對不行！我們指着永活的耶和華發誓，連他的一根頭髮也不可落在地上，因為今天他跟上帝一同作戰。”這樣，民衆就救贖了約拿單，使他不致喪命。

### 約拿單和大衛
掃羅王即位大約二十年後，非利士的巨人戰士歌利亞來向以色列的軍隊罵陣，卻被當時只有約12歲的大衛所殺。雖然約拿單很可能比大衛年長約20至30歲，但二人卻有很多相似之處。約拿單在密抹英勇殺敵，大衛也顯出同樣的勇氣。他們都堅信耶和華有能力施行拯救。儘管其他以色列人都畏縮不前，大衛卻勇敢地迎戰歌利亞。结果“約拿單的心和大衛的心就連在一起，約拿單愛大衛就像愛自己一樣”。
掃羅因大衛的才幹而視他為競爭對手，並視其為對王位的威脅，作為掃羅王的王位繼承人，約拿單卻沒有絲毫嫉妒之心。相反，他與大衛成為知己，並很可能從先知撒母耳的預言和大家的密談中，得知大衛已受上帝膏立，成為以色列國的候任君王。約拿單一心尊重上帝的決定。
當掃羅告訴兒子和臣僕他要殺死大衛時，約拿單隨即告知大衛。約拿單力圖説服掃羅不用懼怕大衛：事實上，大衛從沒有得罪過王；他曾冒着生命危險迎戰歌利亞。約拿單為這個蒙冤受屈的朋友懇切求情，結果平息了掃羅的怒氣。可是不久，掃羅又對大衛動殺機，試圖取大衛的性命，使大衛不得不倉皇逃命。
約拿單沒有捨棄大衛，他們相約會面，商量对策。約拿單忠於朋友，但也希望繼續忠於父親。他對大衛説：“絶不可能！你一定不會死。”可是，大衛告訴約拿單：“我離死只差一步！”
約拿單和大衛想出一個方法來試探掃羅的意圖。如果掃羅留意到大衛沒有一同坐席，約拿單就告訴父親，大衛懇求要回去和家人一起獻年祭。要是掃羅發怒，就表明他有意加害大衛。臨别前，約拿單祝福大衛，説：“願耶和華與你同在，像以往與我父親同在一樣。”約拿單這番話間接承認大衛是未來的君王。接着，二人彼此發誓忠於對方，約拿單還跟大衛約定怎樣把試探的結果通知他。
掃羅留意到大衛缺席，約拿單就解釋大衛曾懇求他説：“如果你喜悦我，求你容我回去探望我哥哥。”約拿單坦言承認自己喜悦大衛，使得掃羅憤怒若狂！掃羅辱罵約拿單，並喊叫説大衛會威脅到約拿單的王位。掃羅明言大衛是該死的，於是命令約拿單把大衛帶到他那裏來。約拿單反駁説：“為甚麽要處死大衛呢？他做了甚麽事呢？”掃羅怒火中燒，隨即拿起矛擲向兒子。雖然約拿單安然脱險了，卻因大衛的事心裏難過。

### 摯友诀别
約拿單偷偷地跟大衛會面，要告訴他試探的結果。顯然大衛自此因為受到性命的威脅，再也不能踏足掃羅的王宮了。他們相對哭泣，彼此擁抱，接着大衛就躲藏起來。
約拿單最後一次見大衛時，大衛躲在“西弗曠野的何列沙”。那時，約拿單鼓勵大衛，説：“不要怕，我父親掃羅不會找到你的，你必作以色列王，我要在你之下居第二位，這件事連我父親掃羅也知道了”。不久，掃羅和約拿單都在一場對抗非利士人的戰爭中死去。大衛為此作「弓歌」悼念掃羅王與約拿單，並遣使尋得約拿單之子米非波設，將掃羅一族的地土全歸還他、賜他與大衛一同座席的榮譽，並賜眾多僕人以照料米非波設因逃難而殘障的身體。

## 被指同性恋情节的记载

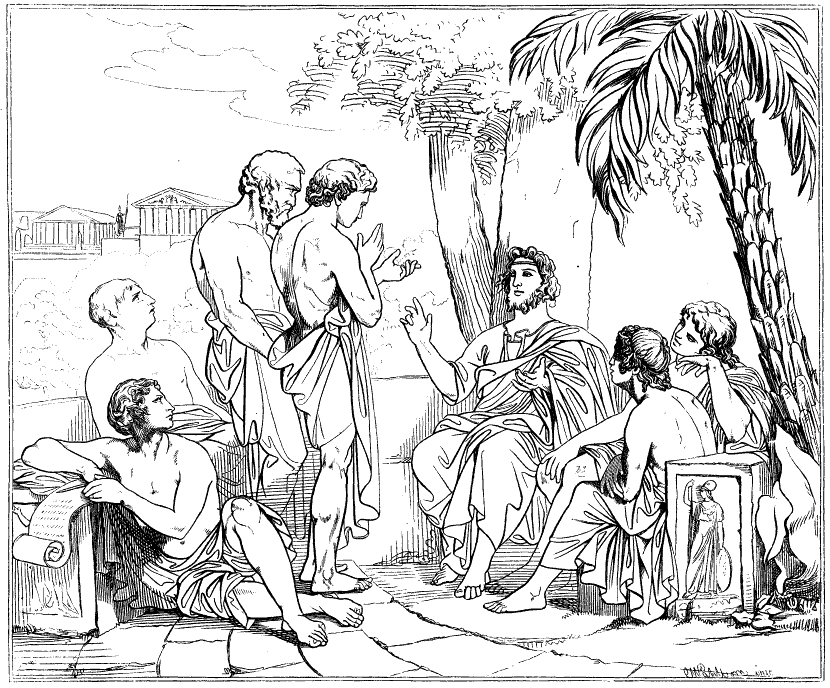
柏拉图和他的伴侣。

- 撒母耳记上18:1-4：大衛對掃羅說完了話，約拿單的心和大衛的心就連在一起，約拿單愛大衛就像愛自己一樣。當天掃羅留住大衛，不讓他回父家去。約拿單跟大衛立約，因為他愛大衛就像愛自己一樣。約拿單脱下身上的外袍，給了大衛，又把自己的戰衣、劍、弓、腰帶都給了他。
- 撒母耳记上20:17：約拿單由於愛大衛，就使大衛再起誓；他愛大衛如同愛自己的命。
- 撒母耳记上20:30：於是掃羅向約拿單發怒，對他說：你這邪僻悖逆婦人所生的，我豈不知道你喜悅耶西的兒子，自取羞辱，也羞辱生你的母親嗎？
- 撒母耳記上20:41：童子一去、大衛就從磐石的南邊出來、俯伏在地、拜了三拜。二人親嘴、彼此哭泣、大衛哭的更慟。
- 撒母耳記下1:26：我兄約拿單哪、我為你悲傷。我甚喜悅你、你向我發的愛情奇妙非常、過於婦女的愛情。

## 参看
- 大卫
- 扫罗
- 旧约圣经
- 以色列历史
- 非利士人